# Глембока (Краківський повіт)
Глембока (пол. Głęboka) — село в Польщі, у гміні Коцмижув-Любожиця Краківського повіту Малопольського воєводства.
Населення — 336 осіб (2011).
У 1975-1998 роках село належало до Краківського воєводства.

## Демографія
Демографічна структура станом на 31 березня 2011 року:
|          | Загалом | Допрацездатний вік | Працездатний вік | Постпрацездатний вік |
| -------- | ------- | ------------------ | ---------------- | -------------------- |
| Чоловіки | 173     | 37                 | 118              | 18                   |
| Жінки    | 163     | 41                 | 97               | 25                   |
| Разом    | 336     | 78                 | 215              | 43                   |